# Районы Актобе
Первые районы Актобе (каз. Ақтөбе қаласының аудандары) появились после разработки генерального плана застройки города в 1874 году. Ими стали Курмыш, Татарская слобода, Оторвановка. Согласно официальным данным на 1980 год, в городе имелось всего два района — Пролетарский и Фрунзенский.
На сегодняшний день город Актобе разделён на два административных района: Астана и Алматы.

Район Астана
Район Алматы

До 1988 года, когда в СССР было издано постановление о ликвидации районного деления в городах с численностью населения ниже 400 тысяч[126], в составе тогдашнего Актюбинска было два района: Фрунзенский и Пролетарский.
Спустя 30 лет, на внеочередной 18-й сессии областного маслихата, состоявшейся в марте 2018 года, было принято постановление об упразднении всех сельских округов (они были включены в состав города), существовавших с 2013 года, а также о разделении города на два административных района, граница которых была проведена по линии железной дороги. В городском маслихате была проведена процедура публичных слушаний по учёту мнения населения, согласно которым было принято решение «учесть мнения населения города о присвоении наименований вновь образованным двум районам на территории города Актобе — Астана и Алматы.
В состав района Алматы входят традиционные районы и жилые массивы Курмыш, Ясное, 41 разъезд, Гормолзавод, Оторвановка, Кирпичный, Акжар, Жас Канат, Балауса, Коктем, Жибек жолы, Заречный, Каргалы, Есет Батыр, Рауан, Сая, Магаджан, Кызылжар, Украинка, Кенес Нокина, Пригородное, Садовое, Шилисай, Георгиевка, Курайлы, Елек, Орлеу, Акшат, Беккул баба. Согласно оценке акима района, численность населения района составляет примерно 420—430 тыс. человек. В состав района Астана входят районы и микрорайоны 5, 8, 11, 12, Москва, Жилгородок, Юго-Запад, Батыс, Улы Дала, ж/м Газизы Жубановой, Шанхай, Болашак, Кен Дала, Авиагородок, Самал, Авиатор, Береке, Жанаконыс, Курашасай, Сазды, 39 разъезд. Численность населения по оценке исполняющего обязанности акима района составляет 262 тысячи человек. Районами так называемого «старого города» являются Курмыш, Москва, Татарка, Оторвановка, Гормолзавод и Малышка. К «новому городу» принадлежат районы Шанхай, Космос, Сазда, Батыс, Улы Дала и микрорайоны города.

## Старый город
Москва (каз. Москва, Мәскеу) — район, застроенный преимущественно одноэтажными жилыми домами и коттеджами, на северо-востоке граничащий с железной дорогой, окружённый на северо-западе ул. Аз Наурыз и ул. Богенбай батыра и ул. Арынова на юго-востоке. К югу от «Москвы» расположен микрорайон «Болашак». Район «Москвы» считается привлекательным для инвесторов и планируется застроить его многоэтажными домами, а название поменять на «Москва-сити».
Курмы́ш (каз. Құрмыш) — один из самых старых районов города, расположенный на северо-востоке Актобе, на севере граничащий с Западно-Казахстанской ярмаркой, на западе с рынком «Шыгыс», на юге с привокзальным районом, а на востоке с ул. Кенеса Нокина. Район застроен преимущественно одноэтажными жилыми домами и коттеджами. Земля, на которой расположен Курмыш, считается подверженной затоплению подземными водами рек Илек и Каргала.
Район Оторвановка основан переселенцами из Астраханской губернии, прибывшими в 1887 году, и был расположен на расстоянии одной версты от крепости Ак-Тюбе.

## Новый город
Шанха́й — крупный район, расположенный на северо-западе Актобе. Шанхай застроен преимущественно одноэтажными жилыми домами и коттеджами, но количество многоэтажных домов растёт с каждым годом. Асфальтовое покрытие и освещение имеют лишь центральные улицы района. Восточной границей района является улица Маресьева, южной — улица Пацаева, а на западе район граничит с проспектом Санкибай батыра. Вероятно, название района появилось от казахского выражения каз. шаңқай түске дейін — «до обеда доберёшься», ибо Шанхай расположен в значительном отдалении от центра города. В Шанхае расположены стадион АЗХС, детский сад «Рауан», медицинский центр «ЮКОН».

## Микрорайоны

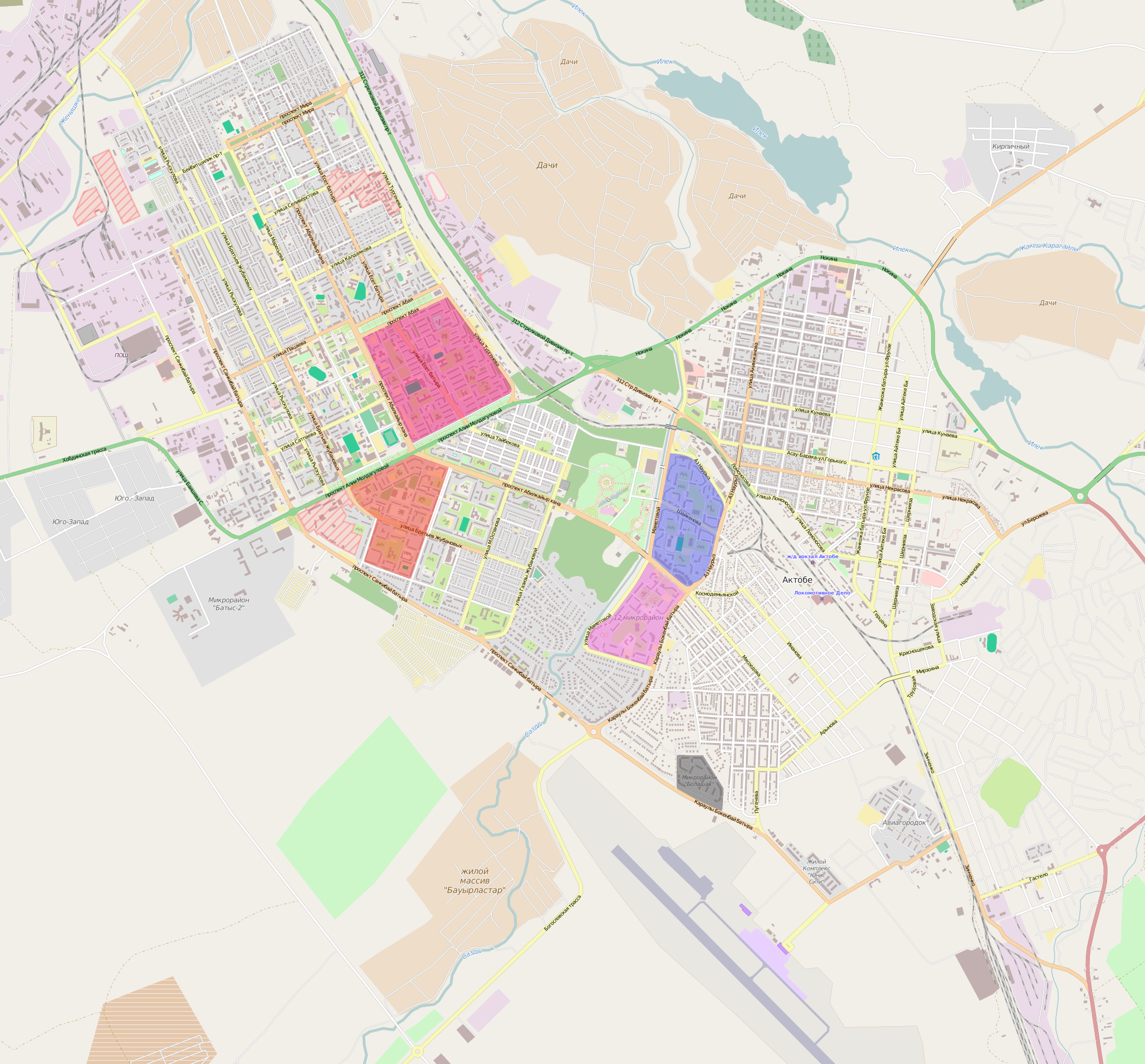
5-й мкр.
8-й мкр.
11-й мкр.
12-й мкр.
мкр. «Болашак»

В Актобе имеется ряд микрорайонов (каз. мөлтек аудан), которые начали строить в 1960-х годах.
12-й микрорайон (каз. 12-ші мөлтек аудан) расположен в новом центре города и окружён проспектом Абилкайыр хана с юга, ул. Аз Наурыз с севера, ул. Богенбай батыра с востока и улицей М. Маметовой с запада и юга. В данном микрорайоне расположены школа-гимназия № 51, средняя школа № 43, взрослая и детская поликлиники, несколько детских садов, гостиница и жилой комплекс Dastan, рынок «Аида», супермаркет сети «Дина», головное отделение Народного банка Казахстана, торговый центр City.
11-й микрорайон (каз. 11-ші мөлтек аудан) примыкает к 12-му микрорайону с севера, окружён проспектом Абилкайыр хана с юга, улицей М. Маметовой с востока и ул. Богенбай батыра с запада, а с востока на запад район разделяет улица Шайкенова. В 11-м микрорайоне расположены Саздинский ОВД, школы № 35, 32 и 37, школа-гимназия № 9, супермаркеты сетей «Анвар», «Дина», жилые комплексы «Актобе Ажары» и «Арай».
8-й микрорайон (каз. 8-ші мөлтек аудан) окружён проспектом Алии Молдагуловой с востока, проспектом Санкибай батыра с юга и ул. 101 стрелковой бригады с запада, а на севере соприкасается с проспектом Абилкайыр хана. В 8-м микрорайоне расположены ДВД Актюбинской области, школы № 1, 21 и 27, университет им. С. Баишева, детский сад «Дидар», управление АО «Казахстанские железные дороги», торговый дом «Алтай», несколько супермаркетов сетей «Анвар» и «Дина».
5-й микрорайон (каз. 5-ші мөлтек аудан) расположен в центре города, вдоль проспекта Алии Молдагуловой на юге, улицы Тургенева на востоке, проспектов Абая и Абилкайыр хана на севере и западе соответственно. По центру микрорайона пролегает улица Есет батыра. В районе расположено несколько детских садов (№ 36 «Балапан», № 26 «Умит» и № 2 «Булбул»), средние школы (№ 3, 19, 24 и «Шанырак»), Областная ДЮСШ по футболу, поликлиника и детская стоматология.
Микрорайон Болашак (каз. Болашақ мөлтек ауданы) расположен на юго-востоке Актобе, вдоль ул. Бокенбай батыра. В январе 2010 года в мкр. Болашак открылся филиал городской поликлиники № 3.
Микрорайон Батыс-2 (каз. Батыс-2 мөлтек ауданы) расположен в юго-западной части Актобе и продолжает своё развитие в южную сторону. В микрорайоне расположены теннисный центр, школа физико-математического направления, бассейн «Достык», центр культуры «Жұбановтар әлемі».

### Есет Батыр
Есет Батыр — жилой массив из пяти микрорайонов с домами высотой 9—25 этажей, расположенный к северу от города Актобе, вдоль трассы в сторону Орска. Вначале этот район назывался «Актобе-сити», но затем был переименован в «Нур Актобе», позже в Есет Батыр. Планируется, что в жилом массиве будут проживать около 260 тысяч человек.

## Недавно созданные районы
С 2000-х годов в самом Актобе и на территории городской администрации появилось более 30 новых районов.
| Название района            | Расположение                                                         | Население                             | Имеющиеся коммуникации         | Планирующиеся коммуникации                    | Имеющиеся объекты                   | Планируется построить                        | Автобусы             |
| -------------------------- | -------------------------------------------------------------------- | ------------------------------------- | ------------------------------ | --------------------------------------------- | ----------------------------------- | -------------------------------------------- | -------------------- |
| Рауан                      | в 4,5 км от Актобе, вдоль хромтауской трассы                         | 1612                                  | газ                            | вода (2013)                                   | жилые дома                          | СШ, детсад                                   | № 49a                |
| Алтын Орда                 | за ОблГАИ, 5 микрорайонов                                            | 31 тыс.                               | тепло, вода, газ               | —                                             | дом. № 15 А, Б                      | бассейн, СШ, 2 детсада (2013)                | № 25, 40, 46         |
| Есет Батыр                 | с. Каргалинское, справа от Орской трассы                             | 300 тыс.                              | —                              | газ, отопл., вода, электр., канализац. (2013) | строится 36 домов, 12 сдадут в 2012 | 24 дома, 4 детсада, СШ на каждый мкр. (2013) | № 2, 23, 29, 51, 51А |
| Акжар-2                    | слева от дороги Актобе—Акжар                                         | 6800                                  | газ, вода, электр.             | —                                             | СШ                                  | СШ                                           | № 42, 34, 35         |
| Береке                     | район ОблГАИ                                                         | 280                                   | проводятся                     | элект., газ, вода, канализац.                 | жилые дома                          | —                                            | нет                  |
| Саяжай Келешек             | район старого ипподрома                                              | 1800                                  | электр., газ и вода (частично) | —                                             | жилые дома                          | 2 СШ, 5 детсадов                             | № 19, 5, 30          |
| Юго-Запад 1                | на выезде в Кобду (слева)                                            | 2150                                  | электр., газ, вода             | —                                             | СШ, детсад                          | —                                            | № 20                 |
| Юго-Запад 2                | на выезде в Кобду (слева)                                            | 1600                                  | электр, газ, вода              | —                                             | Детсад                              | —                                            | № 20                 |
| Заречный 4                 | слева от Орской трассы                                               | 1200                                  | электр., газ, вода             | —                                             | —                                   | 2 детсада, СШ (2013)                         | № 5                  |
| Коктем                     | справа от моста через Илек                                           | 1520                                  | электр., газ, вода             | —                                             | жилые дома, СШ                      | детсад                                       | № 17, 29             |
| Балауса                    | слева от моста через Илек                                            | 2680                                  | электр., газ, вода             | —                                             | жилые дома, СШ                      | детсад                                       | № 17                 |
| Жибек жолы                 | —                                                                    | 3500                                  | электр., газ, вода             | —                                             | жилые дома, СШ                      | детсад                                       | № 5                  |
| 41-й разъезд (новая часть) | 41-й разъезд                                                         | 560                                   | электр., газ                   | вода (2013)                                   | жилые дома, СШ                      | —                                            | № 14                 |
| Кызылжар                   | 11 км от города, 2,5 км от Хромтауской трассы, 3 км от Орской трассы | нет точных данных, есть 2000 участков | электричество, газ, вода       | интернет и телефония                          | СШ, частные детские сады            | —                                            | № 23, 51             |